# Giovanni Mariti
Giovanni Filippo Mariti (Firenze, 4 novembre 1736 – Firenze, 13 settembre 1806) è stato un viaggiatore, scienziato e storico italiano.
Intellettuale dai molteplici interessi, divenne famoso in Europa soprattutto per i suoi viaggi in Oriente.

## Vita
Mariti nasce a Firenze il 4 novembre 1736, da Marcantonio di Luigi, cancelliere dei Capitani di Orsanmichele, e da Alessandra Moriano. La madre, rimasta precocemente vedova, si risposò con un mercante di Volterra, tale Calvani, che si occupò del giovane Mariti con grande benevolenza.
Dopo aver compiuto i primi studi letterari a Firenze, Mariti si trasferì con la famiglia a Livorno, dove seguì con vivissimo interesse studi di scienze naturali e imparò l'inglese e il francese.
Nel 1760 partì, sotto consiglio del patrigno, per l'Oriente; dopo essere passato per Cipro, si recò a San Giovanni d'Acri in Palestina, dove soggiornò per circa due anni come procuratore del negoziante inglese Wasson. In seguito tornò a Cipro e si stabilì nella città di Larnica (odierna Larnaca) al seguito del console inglese T. Turner, che allora rivestiva anche la carica di viceconsole del Granducato di Toscana. Mariti godette di gran favore presso il console Turner e questo gli permise poi di sostituire, come cancelliere del consolato, il livornese Antonio Mondaini. Durante l'incarico diplomatico da lui rivestito, Mariti iniziò la sua opera più celebre, tradotta poi in più lingue, intitolata Viaggi per l'isola di Cipro, per la Soria, e per la Palestina.
Tornato in patria nel 1768, rivestì la carica di coadiutore del tribunale di Sanità di Firenze per i meriti acquisiti presso il granduca Pietro Leopoldo con le sue relazioni sulla peste scoppiata a Cipro nel 1760.
Nel 1776 si sposò con Teresa Bonatti, che gli diede quattro figli.
Nel 1782 venne nominato tenente del Lazzaretto di S. Jacopo a Livorno e nel 1784 ne divenne capitano.
Rientrato a Firenze, a partire dal 1790 rivestì incarichi amministrativi, prima presso l'Archivio delle Reali Possessioni e successivamente presso l'Archivio della Camera delle Comunità, presso cui prestava ancora servizio alla sua morte.
Nel 1791, morta la prima moglie, si risposò con Anna Gargani, dalla quale si separò dopo aver avuta una figlia morta prematuramente.
Morì a Firenze il 13 settembre 1806 per apoplessia.

## Visione della storia
Mariti fu amante del sapere umanistico  e in particolare di ricerche storiche, che intraprese con rigore critico di stampo illuministico, seguendo e proponendo un metodo d'indagine scientifico, fondato su un saldo impianto documentario e sulla verifica “in loco” di fonti letterarie, reperti e monumenti. Questo metodo mirava a sfrondare la trattazione dall'elemento mitologico - leggendario che caratterizzava la narrazione storica tradizionale e a permettere una più attenta valutazione anche del ruolo politico svolto dalle religioni, secondo la lezione degli Idéologues francesi.
Mariti, sia come storico sia come pubblicista, si assume nei confronti del lettore un impegno di verità, cercando di istradarlo verso una lettura più razionale della storia e esortandolo a guardare con occhio disincantato alla realtà delle strumentalizzazioni della credulità popolare da parte delle gerarchie ecclesiastiche.
Mariti indagava gli avvenimenti storici non solo dal punto di vista dei grandi eventi, ma anche dal punto di vista strutturale, ovvero prendendo in esame anche i processi economici e le dinamiche socio-culturali.
Riguardo poi agli eventi politici in corso nel Levante alla sua epoca, Mariti condanna con decisione, secondo stereotipi diffusi in Occidente durante la crisi dell'impero ottomano, il malgoverno turco, corrotto e crudele, ostile a ogni forma di cultura, adagiato nel suo fatalistico immobilismo, scosso da sanguinose rivolte.
Le sue osservazioni sulla convivenza in Oriente di popoli dai diversi usi e dalle diverse religioni riecheggiano i principi illuministici del relativismo culturale e della tolleranza religiosa.

## Contatti con la Massoneria
Mariti operò in ambienti strettamente legati alla Massoneria europea.
Il granduca Pietro Leopoldo, che lo chiamò a rivestire diverse cariche amministrative, era un simpatizzante della Massoneria, come altri appartenenti alla casata imperiale degli Asburgo-Lorena.
E un influente massone era il catanese principe di Biscari, con cui Mariti strinse rapporti d'amicizia e collaborazione.
L'ideologia massonica ebbe in Italia il suo primo centro di diffusione proprio a Firenze, nella prima metà del Settecento, a opera del medico Antonio Cocchi, tramite circoli culturali che svolgevano le loro attività anche all'interno delle accademie, di cui Mariti divenne socio onorario.
I contatti di Mariti con gli ambienti massonici ebbero un peso rilevante nella formazione della sua ideologia e influirono sulla sua visione della cultura, dell'estetica e anche delle religioni tradizionali.
Il figlio di Mariti, Francesco, nato nel 1784, fu affiliato alla Massoneria napoleonica nel 1810.

## La carriera accademica
Mariti fu un funzionario degli Asburgo-Lorena, che, se pur d'estrazione borghese, grazie ai suoi viaggi e alla sua discreta conoscenza del turco e dell'arabo, ebbe la possibilità di divenire, nel corso degli anni, membro onorario o socio corrispondente di alcune accademie fiorentine (come l'accademia degli Apatisti e quella dei Georgofili), all'ombra delle quali in gioventù aveva iniziato la propria formazione antiquaria e scientifica.
Le accademie fiorentine, già a partire dalla morte di Gian Gastone de' Medici, avevano rinnovato e rivivificato gli interessi antiquari sotto l'impulso dell'aristocrazia dominante, che, promuovendo gli studi delle antichità del territorio toscano, mirava a celebrare l'ascendenza etrusca dello stato mediceo per salvaguardarne l'autonomia dall'ingerenza delle potenze straniere.
L'interesse privilegiato che gli accademici fiorentini riservarono in quegli anni all'antiquaria, fu alla origine della nascita dell'Etruscheria, fenomeno culturale che divenne nel tempo una vera e propria moda, a cui Mariti rimase di fatto estraneo, ma che favorì e caratterizzò quegli scambi tra la Toscana e il resto d'Italia che trovarono proprio in Mariti uno tra i più attivi fautori e protagonisti, e ne promossero la carriera accademica.
Mariti infatti coltivò rapporti amicali e scambi epistolari con diversi cultori d'antiquaria e collezionisti di antichità italiani, come il cardinale Stefano Borgia e come Ignazio Paternò Castello, principe di Biscari e con molti accademici di diverse città, divenendo membro di accademie come quelle dei Palladi e dei Pastori Etnei di Catania, dei Sollevati a Montecchio, dei Rozzi a Siena, e infine della Società Botanica e dell'accademia Etrusca, entrambe di Cortona.

## La nuova scienza antiquaria
Mariti operò come studioso di antichità in un'epoca in cui la scienza antiquaria, superando la prospettiva retorico-letteraria o erudita dei secoli precedenti, stava recuperando non soltanto una connotazione più propriamente storiografica, ma anche l'interesse per gli studi scientifici; e questo proprio grazie al confronto e al dibattito internazionale che le accademie alimentarono mediante un'intensa attività di scambio di dati e di informazioni, favorita in particolare da rapporti epistolari che legavano gli antiquari fiorentini come Mariti, a eruditi e antiquari di altri paesi, ma anche a economi, agronomi, botanici, medici, insomma in genere anche a scienziati.
A Mariti si deve la formazione del nucleo più antico di antichità cipriote giunto in Italia. Si tratta di una piccola raccolta di monete di cui Mariti entra in possesso tramite il console britannico a Larnaca T. Turner, e di cui egli in prima persona menziona l'occasione del ritrovamento sia nei Viaggi che nella Dissertazione istorico-critica (cfr. sotto). Le monete vengono donate da Mariti all'Accademia Etrusca di Cortona ed una fra queste è ancora presente nel medagliere storico del Museo della città toscana.
A Favorire i rapporti di Mariti col mondo scientifico dell'epoca furono tuttavia anche i contatti che egli ebbe, tramite Giovanni Fabbroni e A. Zuccagni, con il Reale Museo di fisica e storia naturale di Firenze (inaugurato nel 1775), che agevolarono i suoi rapporti amicali e epistolari con molti scienziati italiani, ma anche stranieri, come il botanico svedese Carl Peter Thunberg.

## L'attività pubblicistica
Gli scritti di Mariti, in linea con le politiche riformatrici di Pietro Leopoldo, che miravano a migliorare le condizioni della popolazione del Granducato anche dal punto di vista dell'istruzione e della cultura, hanno un chiaro significato pubblicistico-editoriale.
Appaiono, infatti, contrassegnate da un palese sforzo divulgativo sia le opere a carattere storico–antiquario, (che denotano la volontà dell'autore di portare a conoscenza di un pubblico quanto più vasto possibile, manoscritti antichi o rare edizioni a stampa ecc.), sia quelli a carattere scientifico, che, oltre ai risultati delle ricerche personali, tramandano anche resoconti di altri autori, con lo scopo di trasmettere a un pubblico non necessariamente colto, nozioni scientifiche utili a ottimizzare professioni e mestieri.
Come cronista dal Levante, Mariti cercò di far conoscere gli eventi mediterranei con un gusto romanzesco, che, rendendo gradevoli notizie per i più ostiche o noiose, denota di essere finalizzato in primo luogo a attrarre un numero di lettori quanto più vasto possibile.
Si trattava di un espediente narrativo tipico delle più innovative opere europee che trattavano dell'Oriente in quegli anni, e che Mariti, in contatto con scrittori di numerosi paesi, adottò, dando in questo modo un notevole contributo alla sprovincializzazione del giornalismo settecentesco toscano.
Mariti espletava le sue attività pubblicistico-editoriali, operando all'interno di circuiti culturali, che all'epoca ruotavano attorno a periodici fiorentini come le Novelle Letterarie, dirette in quegli anni dall'agronomo Marco Lastri e dall'antiquario Giuseppe Pelli Bencivenni, con i quali Mariti intrattenne strettissimi rapporti d'amicizia oltre che di collaborazione.

## Opere storiche
Mediante i suoi scritti sul Levante, Mariti fece conoscere all'Europa in modo più veritiero e dettagliato non solo la storia antica dei territori dominati dai Turchi, ma anche gli eventi lì ancora in corso nella sua epoca.
Le prime notizie storiche furono redatte nei Viaggi, ma in seguito Mariti ebbe cura di trattare i vari argomenti che avevano suscitato in lui un interesse particolare, in opere a carattere monografico.
Ne sortirono così diverse opere a stampa, compilate e pubblicate nel corso degli anni:

### Viaggi per l'isola di Cipro e per la Soria e Palestina fatti dall'anno 1760 al 1768
È un'opera corografica, redatta in nove volumi e pubblicata tra il 1769 e il 1776 (il primo volume a Lucca, a Firenze i restanti, tranne uno, rimasto inedito).
È questa l'opera in cui si ritrovano le prime osservazioni storiche di Mariti sui territori del Levante da lui visitati e allora ancora conosciuti e esplorati in modo insufficiente.
La vasta eco che l'opera ebbe in Occidente e che rese celebre Mariti sia in Italia sia in Europa, era dovuta principalmente alla sua leggibilità ovvero alla gradevolezza e scorrevolezza del suo stile.
Ma la sua fortuna fu anche determinata dal fatto che all'epoca erano proprio i governi europei, nelle loro politiche espansionistiche, a commissionare, o comunque a promuovere opere di questo genere. Opere cioè, da un lato, atte a fornire notizie precise e dettagliate sulla topografia dei luoghi, ma anche sugli usi, i costumi e i culti dei popoli che li abitavano e naturalmente sui governi e le istituzioni lì in vigore; e dall'altro, atte a elaborare un'apologia delle mire imperialistiche dell'Europa sull'impero turco, ormai in disgregazione.

### Istoria della guerra accesa nella Soria l'anno 1771 dall'armi di Aly-Bey dell'Egitto
Tra le opere storiche di Mariti a carattere monografico sono annoverabili, in primo luogo, due trattati dedicati ad Ali Bey, il capo egiziano che si era ribellato al sultano dell'impero turco.
Il primo trattato era formato da due sezioni, riguardanti rispettivamente gli eventi del 1771 e del 1772: Aly-Bey, in origine cristiano georgiano, poi schiavo musulmano e infine reggente dell'Egitto, (paese a cui aveva saputo dare sino alla sua morte una certa stabilità politica e una qualche sicurezza militare), aveva tentato per la prima volta nel 1771 di sottrarre l'Egitto al potere centrale ottomano, non senza un più o meno segreto sostegno e intervento dei Russi. E in Italia tutte le gazzette avevano seguito con interesse le sorti di quella rivolta. Ma le notizie più certe arrivarono dall'opera redatta da Mariti e pubblicata a Firenze dagli editori Allegrini e Pisoni: le fiorentine Notizie del mondo, il 3 ottobre 1772, annunciarono che era in vendita l'edizione dell'Istoria della guerra accesa nella Soria l'anno 1771. dall'armi di Aly-Bey dell'Egitto e continovazione del successo a detto Aly – Bey fino a quest'anno 1772.Con aggiunte e note di Giovanni Mariti, accademico apatista.

### Istoria della guerra della Soria proseguita sino alla fine di Aly-Bey dell'Egitto
Alla prima opera su Aly-Bey, ne seguì una seconda, pubblicata in due volumi e intitolata Istoria della guerra della Soria proseguita sino alla fine di Aly-Bey dell'Egitto.
Il primo volume fu pubblicato a Firenze dall'editore Allegrini nel 1772 (con dedica a Stefano Saraf, Cavaliere del Santo Sepolcro), il secondo fu pubblicato ancora a Firenze, ma dall'editore Cambiagi nel 1774 (con dedica al marchese Ranieri).
Del primo volume di quest'opera, all'insaputa di Mariti, fu fatta un'edizione a Venezia, a cui l'autore fa riferimento nel secondo volume, alle pp. XVIII-XIX.

### Memorie istoriche di Monaco de' Corbizzi fiorentino Patriarca di Gerusalemme
L'opera, pubblicata nel 1781 a Firenze, dall'editore Benucci e comp., con il titolo di Memorie istoriche di Monaco de' Corbizzi fiorentino Patriarca di Gerusalemme raccolte da Giovanni Mariti fu dedicata da Mariti all'arcivescovo di Firenze Antonio Martini e tratta di diversi argomenti, tra cui la traslazione a Firenze, a opera del patriarca di Gerusalemme, di una reliquia di San Filippo apostolo, (di cui, a detta di Mariti, si conservava notizia anche in un manoscritto dell'Opera del Duomo), e di una rara copia manoscritta (attribuita da Mariti al monaco de' Corbizzi), di un Ritmo, intitolato De Recuperanda Tolemaide e stampato a Basilea nel 1549, come allegato alla narrazione della guerra santa di Guglielmo di Tiro, ma introvabile. La copia manoscritta del Ritmo, proveniente da Roma, era stata procurata a Mariti dall'erudito cortonese Lodovico Coltellini.

### Cronologia de' Re Latini di Gerusalemme
Nel 1784 Mariti pubblicò la Cronologia de' Re Latini di Gerusalemme. L'opera, stampata a Livorno dall'editore Falorni, era dedicata dall'autore al prefetto della biblioteca magliabechiana, Ferdinando Fossi. Nella prefazione al trattato, Mariti dichiara che, dopo aver parlato già nei suoi Viaggi della storia di Gerusalemme, aveva deciso di completare il suo lavoro aggiungendo anche una cronologia non solo di tutti i re latini che avevano governato la città di Gerusalemme, ma anche di quelli che, perduto il dominio della capitale, seguitarono comunque a governare in Siria, nell'isola di Cipro e in Armenia; mentre tralascia le ricerche relative alle case reali d'Europa, che per eredità, ancora rivendicavano il titolo di re di Gerusalemme.
L'indice cronologico dei re latini va da Goffredo di Buglione (1099) a Giacomo, figlio postumo di Giacomo detto il bastardo, morto bambino nel 1474.

### Illustrazioni in un Anonimo Viaggiatore del secolo XV
L'opera intitolata Illustrazioni in un Anonimo Viaggiatore del secolo XV, fu pubblicata a Livorno dall'editore Falorni l'anno 1785. In quest'opera, che fu dedicata da Mariti al senatore Alessandro Adami, si parla di un manoscritto anonimo della fine del Quattrocento, che Mariti dice esistente nella Biblioteca Magliabechiana, ma che dichiara essere in suo possesso in un secondo esemplare.

### Dissertazione istorico-critica sull'antica città di Citium
L'opera di Mariti che porta il titolo di Dissertazione istorico-critica sull'antica città di Citium nell'isola di Cipro e sulla vera topografia della medesima, fu stampata a Livorno dall'editore Giorgi nel 1787. È un trattato dedicato da Mariti all'erudito Ludovico Coltellini, in cui l'autore, sostenendo la sua identificazione della città con alcune rovine esistenti presso Larnaca, fa menzione della pianta del sito già tracciata da Carsten Niebuhr.
Di fatto Mariti aveva già parlato di Citium nel I volume dei Viaggi, asserendo che, all'arrivo di Niebhur (che aveva viaggiato in Arabia, come inviato del re Federico V di Danimarca), aveva già individuato l'antica città in quelle rovine che ormai da cinque anni aveva quotidianamente sotto gli occhi. E ammette pure che la sua identificazione era stata possibile grazie a un manoscritto che conteneva una descrizione molto dettagliata dell'isola di Cipro, opera del veneziano Ascanio Savorgnan, che in quello stesso luogo aveva collocato l'antica città.

### Istoria di Faccardino Grand-Emir dei Drusi
L'opera intitolata Istoria di Faccardino Grand-Emir dei Drusi, che fu pubblicata a Livorno nel 1787 dall'editore Tommaso Masi, era dedicata al famoso principe, che, ribellatosi ai Turchi, governò i Drusi dal 1608 al 1635 e che, a seguito dei conflitti con il potere centrale ottomano, riparò in Toscana, dove godette del favore dei regnanti Ferdinando I e Cosimo II, con cui sottoscrisse un accordo in funzione antiturca.
Faccardino (Fakhr-ad-din) era divenuto famoso anche per i grandi giardini e le sontuose opere pubbliche con cui aveva abbellito il Libano, opere la cui magnificenza e bellezza il noto viaggiatore levantino Richard Pococke, attribuiva proprio a quel gusto estetico che l'emiro aveva sviluppato durante il suo soggiorno in Italia, ammirando i monumenti fiorentini e romani.

### Memorie istoriche del Popolo degli Assassini e del Vecchio della Montagna loro capo e signore
Il trattato Memorie istoriche del Popolo degli Assassini e del Vecchio della Montagna loro capo e signore, dedicato da Mariti all'antiquario Domenico Sestini, fu pubblicato a Livorno dell'editore Carlo Giorgi nel 1787.
In questo trattato il Mariti fa un'attenta analisi del terrorismo in atto nei paesi del Levante e della sua genesi, sottolineando come i futuri sicari fossero sottratti (spesso acquistandoli) alle famiglie e poi reclusi in luoghi appartati, sorta di conventi, dove poi venivano addestrati all'obbedienza (sino al martirio) al Vecchio della Montagna, capo indiscusso del popolo, avvolto da un'aura di leggenda. L'addestramento aveva lo scopo di avere uomini disposti a tutto, pur di uccidere i nemici del Gran Vecchio e quindi pronti a portare a termine l'impresa anche usando, se necessario, l'arma della menzogna, dell'adulazione e addirittura il sacrificio della vita. E al fine di conseguire la docilità totale degli addestrati, si faceva ricorso alla promessa che la cieca sottomissione al compito affidato sarebbe stata ricompensata in paradiso con ogni sorta di piaceri; piaceri assai maggiori di quelli in cui questi sicari si lasciava vivessero.
Mariti, si mostra assai critico rispetto a simili pratiche, così come si mostra assai critico riguardo a quel concetto di obbedienza della religione cristiana, che aveva condotto alle Crociate, benché si preoccupi di sottolineare che le Crociate erano state intraprese “contro il Santo Vangelo”.
Altre opere storiche di Mariti sono l'Istoria del tempio della Resurrezione, o sia della chiesa del San Sepolcro a Gerusalemme, Livorno, 1784 e Il Viaggio a Gerusalemme per le coste della Soria, in due volumi editi a Firenze nel 1787 e tradotti anche in tedesco e poi pubblicati a Strasburgo nel 1799.

## Le prime relazioni scientifiche
Le prime osservazioni scientifiche che Mariti diede alle stampe, sono quelle che si trovano nei Viaggi per l'isola di Cipro e per la Soria e Palestina fatti dall'anno 1760 al 1768.
Nel primo volume dell'opera (Cap. XXV, alle pp. 340 ss.), si trova quel Ragguaglio della peste dell'anno 1760 nell'isola di Cipro, nella città di Acri e in tutta la Soria, che è la prima delle relazioni di clinica medica, per cui Mariti, una volta tornato dall'Oriente, fu chiamato a collaborare alla riforma sanitaria che i Lorena attueranno a fine Settecento.
Mariti in questo primo rendiconto, frutto di osservazioni che si possono far risalire addirittura al suo arrivo nell'isola di Cipro (3 febbraio 1760), fornisce un discreto numero di dati sui luoghi di provenienza della pestilenza e sui mezzi di trasmissione, annota le precauzioni generalmente usate dalle popolazioni (sottolineando che solo i Turchi, a motivo delle loro credenze circa la predestinazione, non adottavano precauzione alcuna), indica l'andamento annuale e climatico della malattia, descrive accuratamente i sintomi e l'incidenza della morbilità e della mortalità nelle varie etnie.
L'importanza di questa relazione per le autorità degli stati occidentali (che, di fronte al dilagare di gravi epidemie, erano costretti a porre in atto una rigida profilassi, istituendo cordoni sanitari, che potevano, se troppo rigidi, limitare i commerci e danneggiare l'economia), è comprovata dal fatto che Mariti, una volta ritornato dai suoi viaggi in Oriente, ottenne dal granduca di Toscana Pietro Leopoldo l'incarico di coadiutore del tribunale di Sanità di Firenze, per essere in seguito inviato, come tenente prima e poi come capitano, al lazzaretto di Livorno; osservatori privilegiati che ne agevolarono le osservazioni anche su altre epidemie, come quella di febbre gialla, scoppiata in Italia, nei primi anni dell'Ottocento.

## Opere di agronomia
Mariti si interessò sin dalla giovinezza di scienze naturali, coltivando studi di botanica e soprattutto di agronomia, tanto da divenire nel 1772 socio corrispondente dell'Accademia dei Georgofili, sorta a Firenze il 4 luglio 1753 a opera di Ubaldo Montelatici, sotto l'impulso di quel rinnovamento dell'agricoltura che gli Asburgo-Lorena auspicavano e promuovevano per porre rimedio ai problemi sorti nel Granducato, a partire dal primo decennio della seconda metà del secolo, relativamente alle colture e alle scorte alimentari.
Questi problemi si erano determinati in seguito alle rovinose carestie che, tra il 1764 e il 1767, avevano interessato la Toscana e favorito l'insorgenza di emergenze sanitarie, dal momento che la malnutrizione delle popolazioni aveva aggravato preesistenti epidemie e creato condizioni adatte a far esplodere altre gravissime affezioni a carattere pandemico.
Di qui l'urgenza di studiare nuove colture e nuove tecniche agricole e di conseguenza di mobilitare in questo sforzo studiosi come Mariti, esperti anche di colture e tecniche agricole orientali e che naturalmente si occuparono non solo delle problematiche connesse con le colture di cereali, ma anche di problemi legati alla produzione di vino, all'allevamento, alla tintura delle vesti ecc.

### Del vino di Cipro
Il trattato intitolato Del vino di Cipro, pubblicato a Firenze nel 1772 da Cambiagi, affronta il tema della scarsa resistenza dei vini toscani alla navigazione, approfondendo le osservazioni già pubblicate nel primo volume dei Viaggi, in cui Mariti, studiando le uve e i processi di vinificazione in uso a Cipro, dà un resoconto dei vini dell'isola distinguendoli per tipi, in base alla qualità delle uve, alla durata del processo di invecchiamento e alla loro conservazione, e dando inoltre dati e cifre relativi alla compravendita del prodotto sia in Oriente che in Occidente.

### Della Robbia
Il trattato intitolato Della Robbia sua coltivazione suoi usi, pubblicato a Firenze nel 1776 e dedicato da Mariti al granduca di Toscana Pietro Leopoldo, riguarda una pianta coltivata in Oriente e utilizzata per la colorazione dei panni, che Mariti auspicava fosse coltivata anche in Europa, dove già era conosciuta nel passato. In quest'opera Mariti descrive la coltivazione della robbia nel Levante, ma facendo ricorso a memorie di altri autori che soggiornarono nelle regioni orientali, tra cui il diplomatico Antonio Mondaini.

### Odeporico
L'affermazione di Mariti come agronomo culmina con l'edizione dell'opera intitolata Odeporico o sia itinerario per le colline pisane, che fu pubblicata a Firenze in due volumi, tra il 1797 e il 1799.
Il primo volume di quest'opera, (che rimase in parte inedita) tratta della storia agraria delle colline toscane, il secondo è invece dedicato alla storia del Bagno ad Acqua (oggi Casciana Terme). I due volumi sono suddivisi in capitoli che prendono la forma di lettere scritte a un amico immaginario.
La descrizione dei castelli (paesi) inizia il 4 giugno 1788.
Per i suoi studi Mariti consulta, tra il 1788 e il 1795, con l'aiuto di parroci, gli archivi parrocchiali, ma si avvale anche di collaboratori locali. Così nella sua opera, oltre alla documentazione storico-erudita, si trovano osservazioni anche riguardanti le tradizioni popolari e dati di statistica demografica.
L'Odeporico ha infatti un impianto narrativo simile ai Viaggi, poiché, a differenza dei trattati sul vino di Cipro e sulla robbia, non è un'opera monografica, ma corografica, ovvero descrive i territori visitati e in tutti i loro molteplici aspetti. Tuttavia in quest'opera, rispetto ai Viaggi, le osservazioni naturalistiche e agronomiche trovano uno spazio maggiore, rispetto a quelle storico-etnologiche.
Dal I volume dell'opera si rileva come le ricognizioni sistematiche di Mariti mostrino un quadro analitico delle pratiche agrarie in uso, descrivendo forme e modi dell'appoderamento e dell'allevamento bovino e suino, la tipologia delle colture e degli strumenti utilizzati e ponendo in luce le debolezze del sistema, derivanti dalla scarsità di bestiame, dal depauperamento boschivo, dalla scarsa diffusione del vigneto, e dalla limitatezza delle colture specializzate.
Il II volume dell'opera è principalmente dedicato alla studio delle acque termali dell'attuale Casciana Terme, dove dal 1788 Mariti aveva più volte soggiornato per motivi di salute; il tema affrontato mira a pubblicizzare le virtù salutari delle Terme di Pisa, ma non è un tema occasionale: il Mariti aveva già trattato delle acque termali nei suoi Viaggi (cfr. nel vol. I, cap. II, p. 44; o anche al cap. IV a p. 72).
Mariti, erede della tradizione storico-naturalistica toscana, si dedica all'osservazione botanica, (raccolse, negli anni, anche un importante erbario, che classificò secondo il sistema di Linneo), ma anche mineralogica, sulla scia di studi effettuati in Toscana già da alcuni anni anche da altri scienziati fiorentini; primo fra tutti il noto medico Antonio Cocchi, che nella sua opera Dei Bagni di Pisa, del 1740, aveva intraprese ricerche di grande interesse sulle acque termali pisane, soffermandosi sul loro colore, calore, peso specifico ecc. E un amico e corrispondente di Mariti, l'antiquario naturalista Giovanni Targioni Tozzetti, si era occupato di effettuare un censimento completo delle acque termali della regione.
Come questi scienziati, Mariti si occupava di acque su iniziativa dei Lorena, che miravano a intensificare gli studi di geologia e di mineralogia applicati al settore termale, per valutarne le potenzialità economiche, data l'importanza assunta dai bagni termali a fine Settecento oltre che per la salute, per la sociabilità.

## La corrispondenza con Domenico Sestini
Mariti, come antiquario naturalista, fu un cultore della ricerca militante, cioè dello studio sul territorio tanto di manoscritti, reperti e monumenti, quanto di piante, fossili, minerali ecc.
Uno studioso che, però, sapeva avvalersi per le sue ricerche anche della collaborazione di altri studiosi, tramite rapporti epistolari.
Proprio grazie a queste corrispondenze era in grado di aver notizia di reperti conservati nei luoghi ai quali ancora non aveva potuto accedere personalmente. È il caso ad es. della Sicilia (all'epoca poco visitata per problemi legati alla sua viabilità difficoltosissima) e, più specificatamente, della città di Catania, in cui preziosi reperti archeologici stavano venendo alla luce, grazie all'attività di scavo intrapresa da Ignazio Paternò Castello, principe di Biscari, che ne aveva già allestito una ricca esposizione museale.
Mariti, amico del principe, avido di conoscere quei preziosi reperti, s'affrettò appunto a chiedere al suo cugino e discepolo Domenico Sestini, (destinato a emularlo nei viaggi in Oriente e poi a divenire il più famoso numismatico d'Europa) notizia del Museo d'antiquaria e del Gabinetto di Istoria Naturale del Biscari, che non aveva potuto ancora visitare e che invece Sestini stava studiando e catalogando come antiquario e bibliotecario del principe.
Sestini (che di lì a poco partirà per la Turchia, donde seguiterà a inviare lettere a Mariti), mandò di fatto nel 1775 a Mariti due brevi descrizioni del museo e del gabinetto di storia naturale, in forma epistolare. Descrizioni che Mariti studiò con sollecitudine e che si affrettò a pubblicare in quello stesso anno, dotando il testo di una sua prefazione.
Fregiandosi del titolo accademico di Pastore Etneo, conferitogli dall'Accademia catanese rifondata dallo stesso principe di Biscari, Mariti nella sua prefazione alla descrizione di Sestini, si profonde, secondo la moda e lo spirito dei tempi, nell'elogio al principe, non solo per i meriti acquisiti dal nobile mecenate per gli scavi archeologici intrapresi nella città, per la sua ricca raccolta museale e per il suo orto botanico, ma anche per le sue produzioni poetiche, di cui Biscari andava fierissimo.
Mariti fu, come Sestini, uno dei pochi intellettuali d'estrazione borghese, che grazie ai viaggi, agli studi, ma anche alle amicizie altolocate, ebbero agio di inserirsi negli ambienti più idonei a permettere loro di trasformare il dilettantismo dei loro interessi in una cultura molto solida e affinata, che poteva garantir loro successo e onori, in un'epoca in cui la cultura stessa restava ancora perlopiù appannaggio dei potenti e di ricchi e nobili mecenati.